# Sierpnica pospolita
Sierpnica pospolita (Falcaria vulgaris) – gatunek roślin z rodziny selerowatych. W szerokim ujęciu systematycznym jest jedynym przedstawicielem rodzaju sierpnica Falcaria. Występuje w Europie i zachodniej Azji, w tym rozpowszechniony jest w Polsce. Rośnie w miejscach suchych i słonecznych.

## Rozmieszczenie geograficzne
Zasięg gatunku obejmuje dużą część Europy od Hiszpanii i Francji na wschód oraz zachodnią Azję po Afganistan, Kazachstan i zachodnią Syberię. Jako gatunek introdukowany rośnie w północnej Europie (Wielka Brytania, Dania i Szwecja), w środkowej i wschodniej części Stanów Zjednoczonych oraz w środkowej Syberii.
W Polsce gatunek jest rozpowszechniony w zachodniej części niżu, w pasie wyżyn i pogórzu Sudetów, bardzo rzadko rośnie na pogórzu Karpat, w województwie łódzkim, mazowieckim i warmnińsko-mazurskim, brak go w wyższych położeniach górskich oraz w województwie podlaskim.

## Morfologia

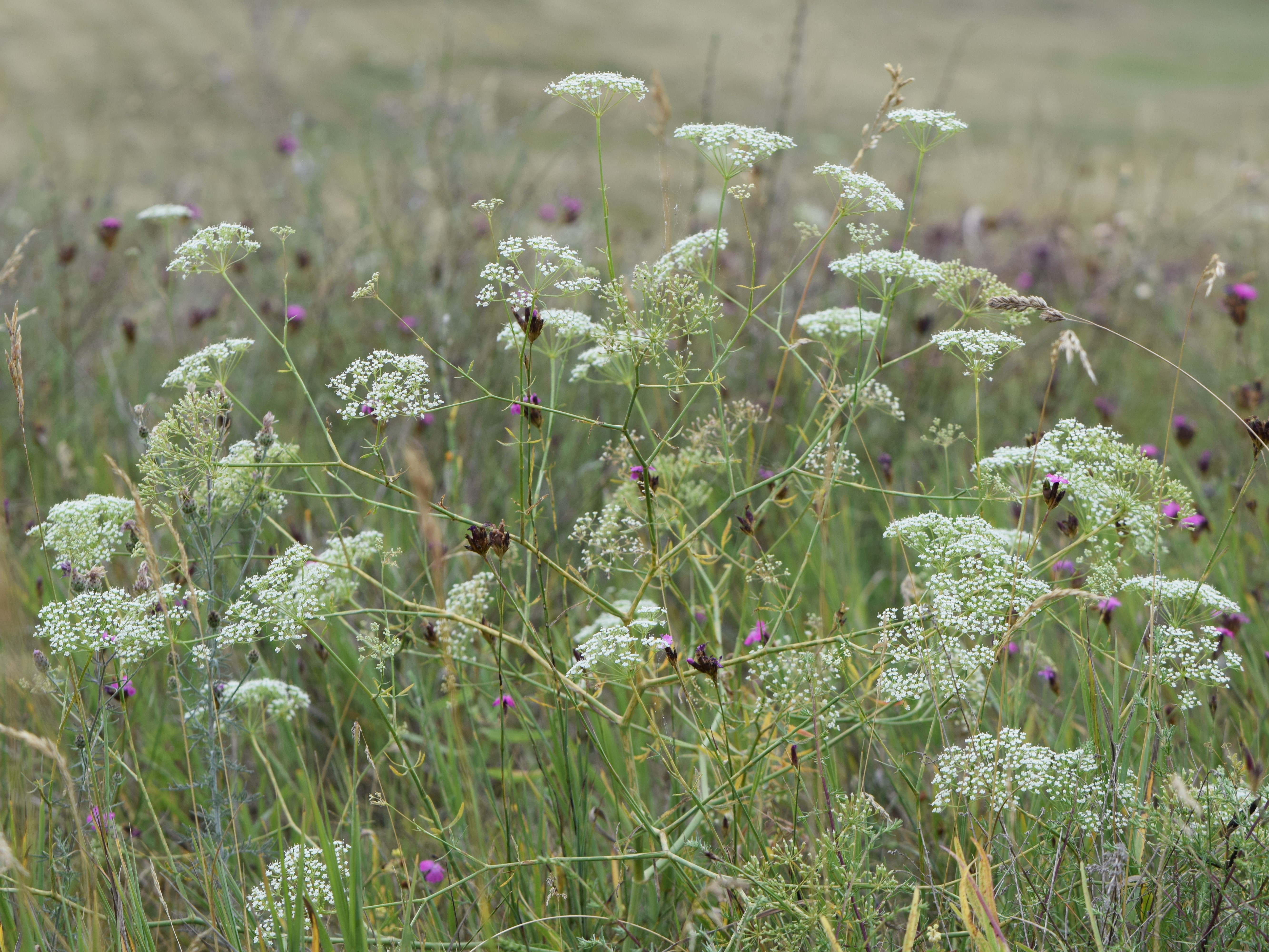
Pokrój

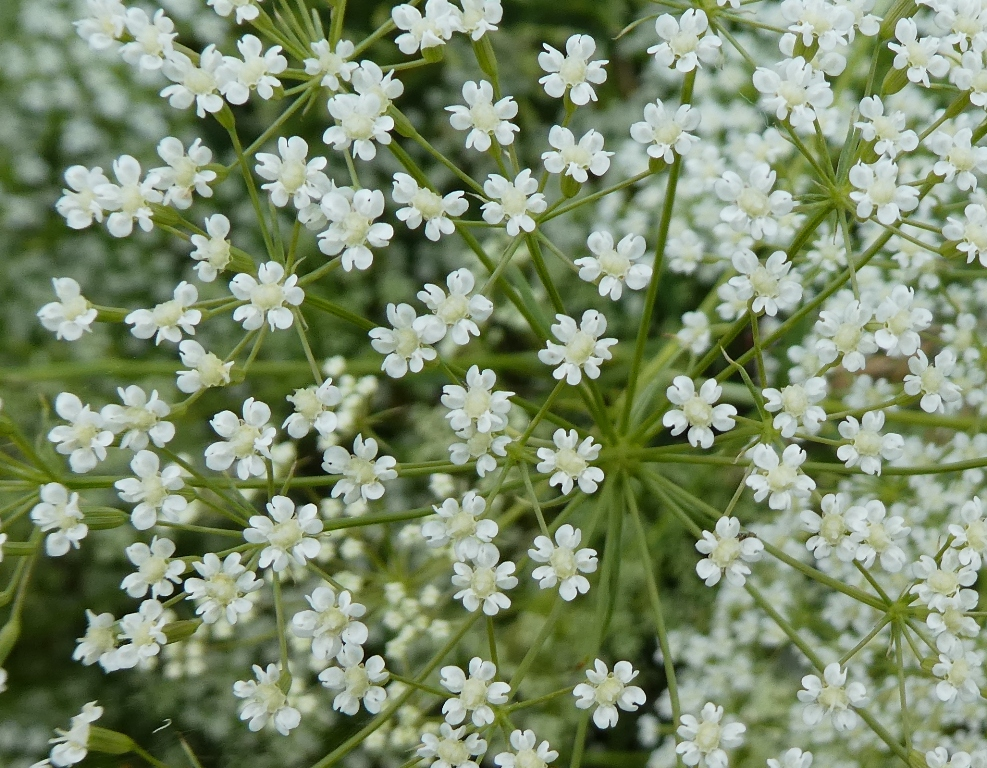
Kwiatostan

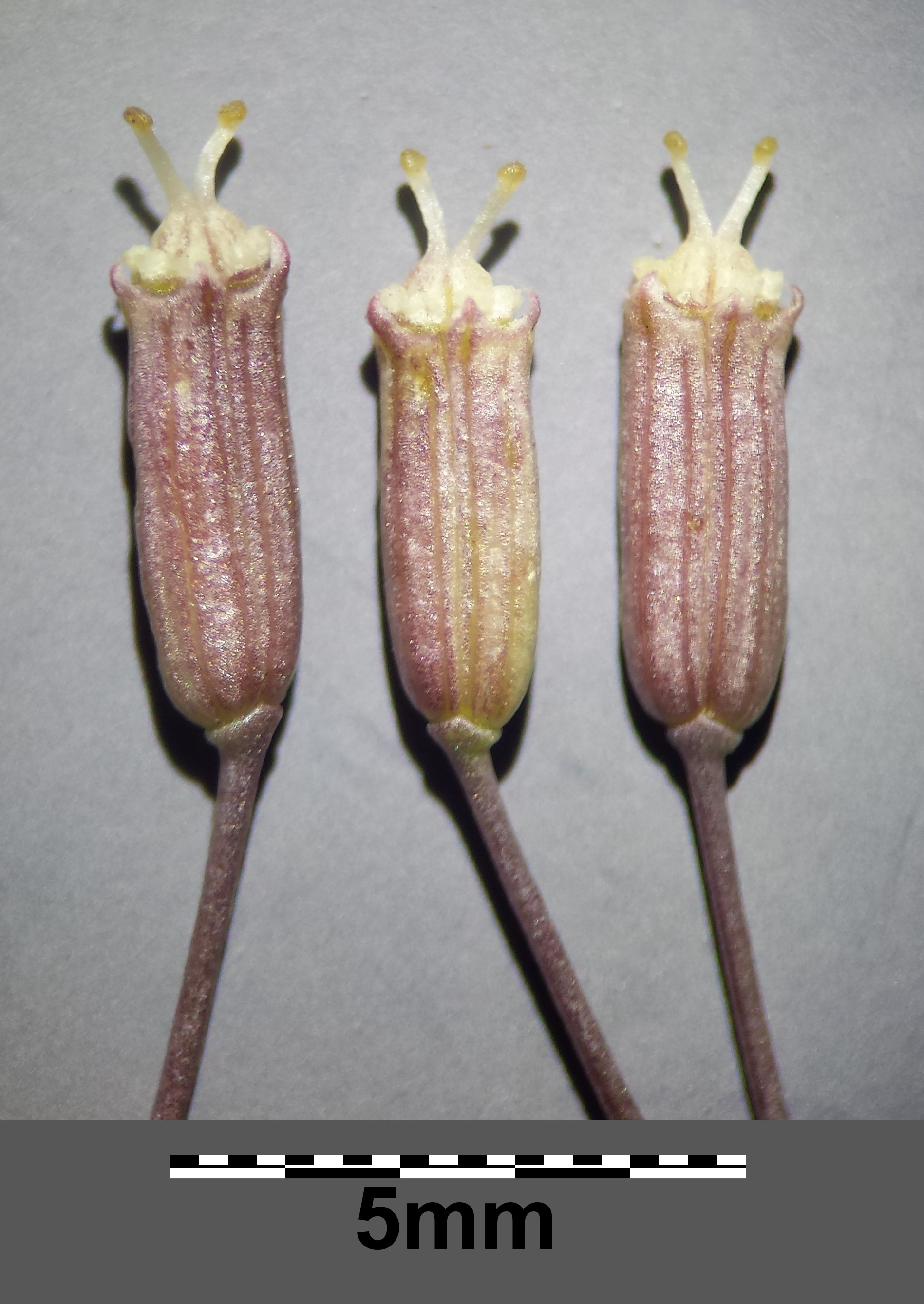
Owoce

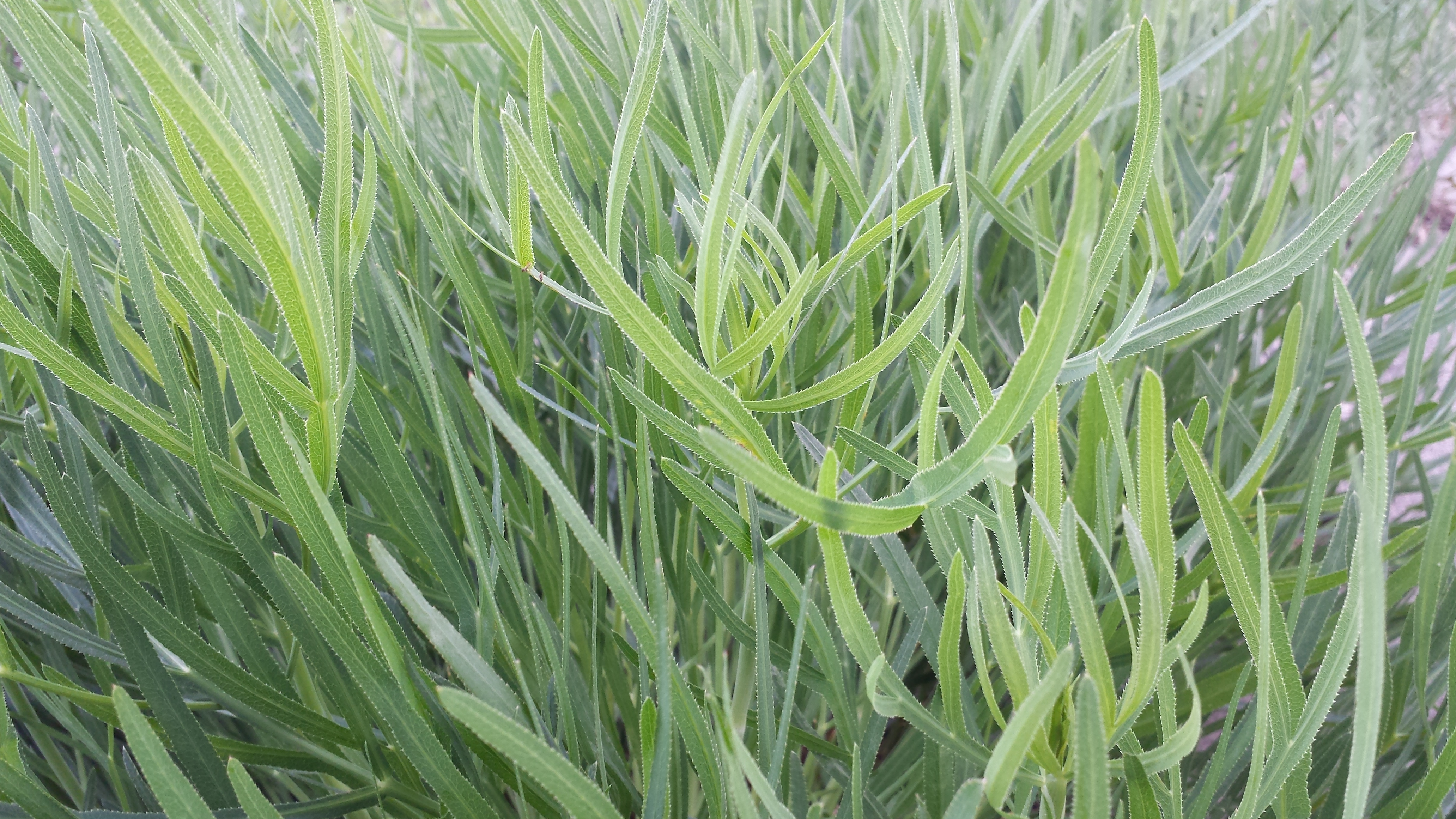
Liście

PokrójSinozielona i naga, rzadziej nieco w dolnej części owłosiona roślina zielna z wrzecionowatym, białawym korzeniem. Łodyga jest silnie gałęzista od dołu lub przynajmniej w górnej połowie. Osiąga od ok. 30 do 100 cm wysokości. Po dojrzeniu nasion zasycha i staje się łamliwa w nasadzie.
LiścieNieco skórzaste. W dole łodygi pojedyncze lub trójsieczne, w górze trójdzielne, o odcinkach dodatkowo 2–3 krotnie podzielonych. Górne liście z wąskimi i obłonionymi pochwami liściowymi. Odcinki równowąsko-lancetowate, piłkowane i często sierpowato zagięte do 10 cm długości i 0,8 cm szerokości.
KwiatyDrobne, białe lub zielonkawobiałe zebrane w baldachy o 5–15 gładkich szypułach. Pokrywy i pokrywki składają się z 4–8 nierównych listków kształtu równowąsko szydłowatego.
OwoceWydłużone i wąskie rozłupnie osiągające 3–4 mm długości i 1 mm szerokości.

## Biologia i ekologia
Roślina roczna, dwuletnia, rzadko wieloletnia. Preferuje gleby wapienne, gliniaste. Rośnie w miejscach słonecznych, na zboczach, przydrożach, przytorzach, miedzach i odłogach. Jest atakowana przez rdzę Puccinia sii-falcariae i Ramularia libanotidis wywołującą plamistość liści.